# Dirk Eigenbrodt
Dirk Eigenbrodt (Fráncfort del Óder, RDA, 10 de abril de 1969) es un deportista alemán que compitió en boxeo.
Ganó una medalla de bronce en el Campeonato Mundial de Boxeo Aficionado de 1997 y una medalla de oro en el Campeonato Europeo de Boxeo Aficionado de 1993, ambas en el peso medio.

## Palmarés internacional
| Campeonato Mundial | Campeonato Mundial | Campeonato Mundial | Campeonato Mundial |
| Año                | Lugar              | Medalla            | Categoría          |
| ------------------ | ------------------ | ------------------ | ------------------ |
| 1997               | Budapest (Hungría) | Medalla de bronce  | 75 kg              |
| Campeonato Europeo |                    |                    |                    |
| Año                | Lugar              | Medalla            | Categoría          |
| 1993               | Bursa (Turquía)    | Medalla de oro     | 75 kg              |